# تاكون جراهام
تاكون جراهام (من مواليد 1 ديسمبر1998) هو لاعب كرة قدم امريكية دفاعي لفريق اطلانتا فالكون من الرابطة الوطنية لكرة الامريكية (ان اف ال). لعب كرة القدم الجاميعية في تكساس

## الاحتراف

### اتلانتا الصقور
اكتشف جراهام فريق اتلانتا الصقور في الجولة الخامسة، رقم 148 عموما من 2021 NFL Draft .  وقع عقده المبتدئ لمدة أربع سنوات مع أتلانتا في يونيو 2021.
وضع جراهام في احتياطي المصابين في 21 نوفمبر 2022.

## روابط خارجية
- تكساس لونغهورنز الحيوية

قالب:Falcons2021DraftPicksقالب:Atlanta Falcons roster navbox